# 栃木県特別支援学校一覧
栃木県特別支援学校一覧（とちぎけんとくべつしえんがっこういちらん）は、栃木県の特別支援学校の一覧。

## 国立特別支援学校
- 宇都宮大学教育学部附属特別支援学校

## 公立特別支援学校

### 特別支援学校（知的障害、肢体不自由、病弱教育）

#### 宇都宮市
- 栃木県立のざわ特別支援学校
- 栃木県立わかくさ特別支援学校
- 栃木県立富屋特別支援学校
- 栃木県立岡本特別支援学校
- 栃木県立特別支援学校宇都宮青葉高等学園

#### 鹿沼市
- 栃木県立富屋特別支援学校鹿沼分校

#### 日光市
- 栃木県立今市特別支援学校

#### 下野市
- 栃木県立国分寺特別支援学校

#### 栃木市
- 栃木県立栃木特別支援学校

#### 足利市
- 栃木県立足利特別支援学校
- 栃木県立足利中央特別支援学校

#### 那須塩原市
- 栃木県立那須特別支援学校

#### 那須烏山市
- 栃木県立南那須特別支援学校

#### 益子町
- 栃木県立益子特別支援学校

### 特別支援学校（視覚障害）

#### 宇都宮市
- 栃木県立盲学校

### 特別支援学校（聴覚障害）

#### 宇都宮市
- 栃木県立聾学校